# 가메야마번 (단바국)
가메야마 번(일본어: 亀山藩 가메야마한[*])은 일본 에도 시대 단바국 내에 있던 번 중의 하나로, 지금의 교토부 가메오카시에 위치했다. 산인도의 입구에 있었기 때문에 에도 막부에서 특히 중요시되었다. 번청은 가메야마성이다.

## 번의 역사
아케치 미쓰히데는 오다 노부나가에게서 단바 공략을 명령받고, 먼저 가메야마 분지로 진출하였다. 덴쇼 5년(1577년)에 단바 가메야메성을 축성하고 그곳에 들어온 것이 지금의 가메오카시의 근세적인 시작이었다. 덴쇼 7년(1579년), 하타노 히데하루(波多野秀治)가 토벌되면서 단바 국은 오다 가문의 영지가 되었고, 그 공적으로 미쓰히데는 노부나가에게서 오미국 사카모토성(坂本城)과 단바 1국의 지배를 인정받았다. 그러나 덴쇼 10년(1582년) 6월 2일, 미쓰히데는 혼노지의 변을 일으켜 노부나가를 죽이고, 자신도 노부나가의 가신이었던 하시바 히데요시에게 살해되면서 아케치 가문은 멸망하였다.
그 후 기요스 회의에서 히데요시가 오다 가문의 주도권을 장악하면서, 가메야마 성은 노부나가의 4남으로 히데요시의 양자였던 하시바 히데카쓰(羽柴秀勝)가 성주에 취임하였다. 덴쇼 13년(1585년) 히데카쓰가 재직 중 요절하면서, 히데요시의 조카인 도요토미 히데카쓰](豊臣秀勝)가 대신 가메야마 성주가 되었다. 덴쇼 18년(1590년)에 도쿠가와 이에야스가 간토 지방으로 이봉되면서, 도요토미 히데카쓰는 가이국으로 옮겨가게 되었고, 이에 따라 가메야마 성은 짧은 기간 동안 여러 무장들로 성주가 바뀌게 되었다. 히데요시의 조카로 그의 양자였던 고바야카와 히데아키도 그 중 한 사람이었다.
분로쿠 4년(1595년), 도요토미 정권(豊臣政権) 하의 교토 쇼시다이(京都所司代)였던 마에다 겐이가 가메야마 성주로 들어왔다. 게이초 5년(1600년)의 세키가하라 전투에서는 겐이는 어쩔 수 없이 서군에 참가했으나, 이에야스와 내통하여 그에게 서군의 정보를 알려 주었다. 이 공적으로, 전후 이에야스에게서 영지를 안도받으면서 단바 가메야마 번이 세워졌다. 겐이는 게이초 7년(1602년) 20일에 사망하였고, 그의 차남 마에다 시게카쓰가 그 뒤를 이었으나, 시게카쓰는 단바 국 야가미 번으로 이봉되면서 단바 가메야마 번은 막부 직할령이 되었다.
게이초 14년(1609년), 도쿠가와 가문(徳川氏)의 후다이 다이묘인 오카베 나가모리가 시모사국 야마자키 번으로부터 이봉되면서 단바 가메야마 번이 다시 세워졌다. 나가모리가 가메야마 번에 들어간 것은 오사카성주였던 도요토미 히데요리에 대한 대책 중 하나이기도 했다. 이 오카베 시대에 이르러 가메야마 성 내의 조카마치의 원형이 완성되었다. 게이쵸 15년(1610년)에는 서국 다이묘(西国大名. 규슈・시코쿠・시코쿠 지방의 여러 도자마 다이묘)들이 총동원되어 가메야마 성의 축성이 행해졌다.
겐나 7년(1621년), 미카와국 니시오 번으로부터 오규 마쓰다이라 가의 마쓰다이라 나리시게가 2만 2천 석으로 가메야마 번주가 되었다. 간에이 11년(1634년) 오미국 제제번으로부터 스가누마 사다요시가 4만 1천 석으로 들어왔으나, 2대 번주 스가누마 사다아키라가 게이안 원년(1648년) 후사 없이 사망하면서 스가누마 가문은 영지가 몰수되었다. 대신 후지이 마쓰다이라 가의 마쓰다이라 다다하루가 3만 8천 석으로 들어왔으나, 3대 번주 마쓰다이라 다다치카의 대에 무사시국 이와쓰키 번으로 이봉되었다.
조쿄 2년(1685년) 빗츄 국 나루세 번으로부터 구제 시게유키가 들어왔으나, 얼마 못 가서 미카와 요시다 번으로 이봉되었다. 겐로쿠 10년(1697년)에는 미노국 군조 번에서 이노우에 마사미네가 4만 7천 석으로 들어왔으나, 그도 얼마 못 가서 히타치국 시모다테 번으로 이봉되었다.
겐로쿠 15년(1702년) 9월 7일 도토미국 하마마쓰번으로부터 아오야마 다다시게가 5만 석으로 들어왔으나, 3대 번주 아오야마 다다토모의 대에 단바국 사사야마 번으로 이봉되었다. 이처럼 번주 가문은 정착하지 못했다.
간엔 2년(1749년), 그때까지 사사야마 번주였던 가타하라 마쓰다이라 가의 마쓰다이라 노부미네가 아오야마 가문과 교체되어 들어와서 가메야마 번주가 되었다. 이후 이 가문 계통(가타하라 마쓰다이라 가문 종가)이 대대로 가메야마 번주로써 정착하였다. 게이오 4년(1868년)의 보신 전쟁에서는 신정부군의 산인 진무사(山陰鎮撫使)에 항복하였다. 메이지 2년 6월 19일(1869년 7월 27일), 이세 가메야마 번과의 혼동을 피하기 위해 가메오카 번(亀岡藩)으로 개칭되었다. 메이지 4년 7월 14일(1817년 8월 29일)에는 폐번치현으로 가메오카 현(亀岡県)이 되었고, 그해 11월 교토부에 합병되었다.
덴포 연간에 지금의 가메오카 시 지역을 포함해서 구와타 군(桑田郡) 내의 총 고쿠다카는 4만 6천 석이었으나, 그 중 단바 가메야마 번에 속한 구와타 군 내의 영지는 1만 8천 석뿐이었다. 나머지 영지는 단바 국 히카미 군(氷上郡), 후나이군, 빗츄 국 아사쿠치군 등지에 원격 영지로 분산되어 있었다. 이렇게 정리되어 있지 않고 분산된 영지 체제는 단바 가메야마 번의 재정이 궁핍해지는 결정적인 요인이 되었다.

## 역대 번주
마에다가
도자마 5만석
1. 마에다 겐이(前田玄以) 재위 1600년 ~ 1602년
2. 마에다 시게카쓰(前田茂勝) 재위 1602년

막부 직할령 1602년 ~ 1609년
오카베가
후다이 3만 2천석
1. 오카베 나가모리(岡部長盛) 재위 1609년 ~ 1621년

오규 마쓰다이라가
후다이 2만 2천석
1. 마쓰다이라 나리시게(松平成重) 재위 1621년 ~ 1633년
2. 마쓰다이라 다다아키(松平忠昭) 재위 1633년 ~ 1634년

노다 스가누마가
후다이 2만 2천석
1. 스가누마 사다요시(菅沼定芳) 재위 1634년 ~ 1643년
2. 스가누마 사다아키라(菅沼定昭) 재위 1643년 ~ 1647년

후지이 마쓰다이라가
후다이 3만 8천석
1. 마쓰다이라 다다하루(松平忠晴) 재위 1648년 ~ 1667년
2. 마쓰다이라 다다아키(松平忠昭) 재위 1667년 ~ 1683년
3. 마쓰다이라 다다치카(松平忠周) 재위 1683년 ~ 1686년

구제가
후다이 5만석
1. 구제 시게유키(久世重之) 재위 1686년 ~ 1697년

이노우에가
후다이 4만 7천석
1. 이노우에 마사미네(井上正岑) 재위 1697년 ~ 1702년

아오야마가
후다이 5만석
1. 아오야마 다다시게(青山忠重) 재위 1702년 ~ 1722년
2. 아오야마 도시하루(青山俊春) 재위 1722년 ~ 1730년
3. 아오야마 다다토모(青山忠朝) 재위 1730년 ~ 1748년

가타노하라 마쓰다이라가
후다이 5만석
1. 마쓰다이라 노부미네(松平信岑) 재위 1748년 ~ 1763년
2. 마쓰다이라 노부나오(松平信直) 재위 1763년 ~ 1781년
3. 마쓰다이라 노부미치(松平信道) 재위 1781년 ~ 1791년
4. 마쓰다이라 노부타카(松平信彰) 재위 1791년 ~ 1802년
5. 마쓰다이라 노부유키(松平信志) 재위 1802년 ~ 1816년
6. 마쓰다이라 노부히데(松平信豪) 재위 1816년 ~ 1843년
7. 마쓰다이라 노부요시(松平信義) 재위 1843년 ~ 1866년
8. 마쓰다이라 노부마사(松平信正) 재위 1866년 ~ 1871년

## 같이 보기
- 폐번치현